# Shu Shi
Shu Shi (舒適S, Shū ShìP; Cixi, 19 aprile 1916 – 26 giugno 2015) è stato un attore, sceneggiatore e regista cinese.
In occasione del centenario della nascita dell'industria cinematografica in Cina nel 2005, la China Film Performance Art Academy lo ha inserito nella lista dei "100 migliori attori in 100 anni di cinema cinese".